# 노요리 비대칭 수소화 반응
노요리 비대칭 수소화 반응(영어: Noyori asymmetric hydrogenation)은 β-케톤에스터를 비대칭 환원하는 화학 반응이다.
BINAP 양쪽의 에난티오머가 시판되고 있으며, BINAP의 에난티오머는 (±)- 1,1'-Bi-2-나프톨로부터 합성할 수 있다. 몇 가지의 평론이 간행돼 있다.
노요리 료지는 1987년에 이 촉매환원계를 발견하여 2001년에 윌리엄 스탠디시 놀스, 칼 배리 샤플리스와 함께 노벨 화학상을 수상했다.

## 같이 보기
- 카이랄성 (화학)